# Gandesa
Gandesa es un municipio y localidad española de la provincia de Tarragona, en la comunidad autónoma de Cataluña. El término municipal, ubicado en la comarca de la Tierra Alta, de la cual es capital, tiene una población 3166 habitantes (INE 2024).

## Geografía
Integrado en la comarca de Tierra Alta, de la que ejerce de capital, se sitúa a 81 km de Tarragona. El término municipal está atravesado por la carretera nacional N-420, en el pK 794 y entre los pK 796-804, además de por la carretera autonómica C-43, que conecta con Benifallet, y por las carreteras locales TV-7231, que conecta con Villalba de los Arcos, y TV-7531, que se dirige hacia el municipio de Bot. El relieve del municipio está definido por una extensa meseta situada en la plataforma estructural que centra toda la comarca, a la que rodean una serie de montañas, sobre todo en el sector meridional y oriental, entre las que destacan el Puig Cavaller (706 m), las sierras de Pàndols (674 m), de los Volendins (679 m) y de Cavalls (660 m). Hay 1773 hectáreas de las Sierras de Pàndols-Cavalls del término de Gandesa incluidas en el Plan de Espacios de Interés Natural. Además de los numerosos barrancos, la red fluvial se completa con el riu de la Canaleta, que hace de límite meridional con Prat de Compte y Pinell de Bray, el río de la Guardiola y el río de la Font de l'Aubá (río Sec). La altitud oscila entre los 706 m (Puig Cavaller) y los 140 m cerca del río de la Canaleta. El pueblo se alza a 368 m sobre el nivel del mar.
Es la capital de la comarca de la Tierra Alta, en cuyo centro se sitúa. Como cabeza comarcal es sede del Consejo Comarcal y de unos juzgados de primera instancia. El municipio también con un instituto y una escuela de capacitación agraria.
| Noroeste: Villalba de los Arcos | Norte: Corbera de Ebro | Noreste: Benisanet      |
| Oeste: Batea y Bot              |                        | Este: Pinell de Bray    |
| Suroeste: Bot                   | Sur: Prat de Compte    | Sureste: Pinell de Bray |

## Historia
El escudo de Gandesa tiene un origen muy peculiar.

En 17 de octubre de 1319 en Gandesa se celebró una boda real del príncipe Jaime, primogénito de Jaime II "El Justo "y la princesa Leonor, hija de Fernando IV. La boda es conocida como "La Farsa de Gandesa". Después de la ceremonia el príncipe huyó de la iglesia y se dejó el guante. De ahí el escudo de Gandesa representa un guante

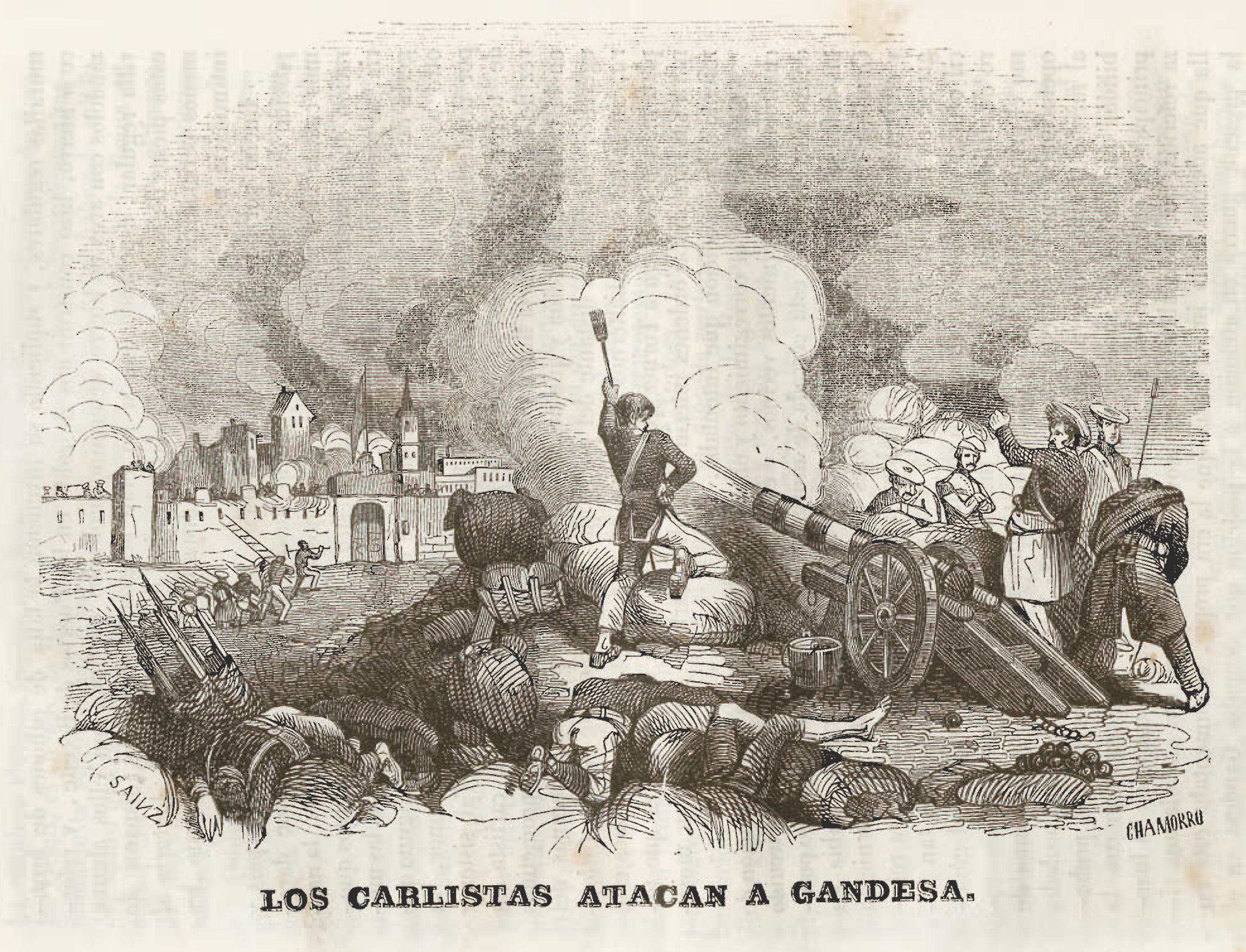
Ataque carlista a la localidad durante la Primera Guerra Carlista

Gandesa fue el escenario de combates de las guerras carlistas, durante las cuales llegó a ser sitiada hasta siete veces por el general Ramón Cabrera, y de varias confrontaciones durante la guerra civil española. Hasta 1923 fue distrito electoral (junto a Tortosa y Roquetas), escogiendo un diputado a Cortes.
En la primavera de 1938 la XV Brigada Internacional se apostó en Gandesa para hacer frente a las tropas franquistas, logrando resistir varios días hasta que tuvo que retirarse. El 25 de julio el Ejército republicano cruzó el río Ebro en gran número y en pocas horas sus avanzadas alcanzaron las afueras de Gandesa, sitiando la localidad durante varias semanas en las que intentaron capturar la localidad, centro logístico y de comunicaciones.

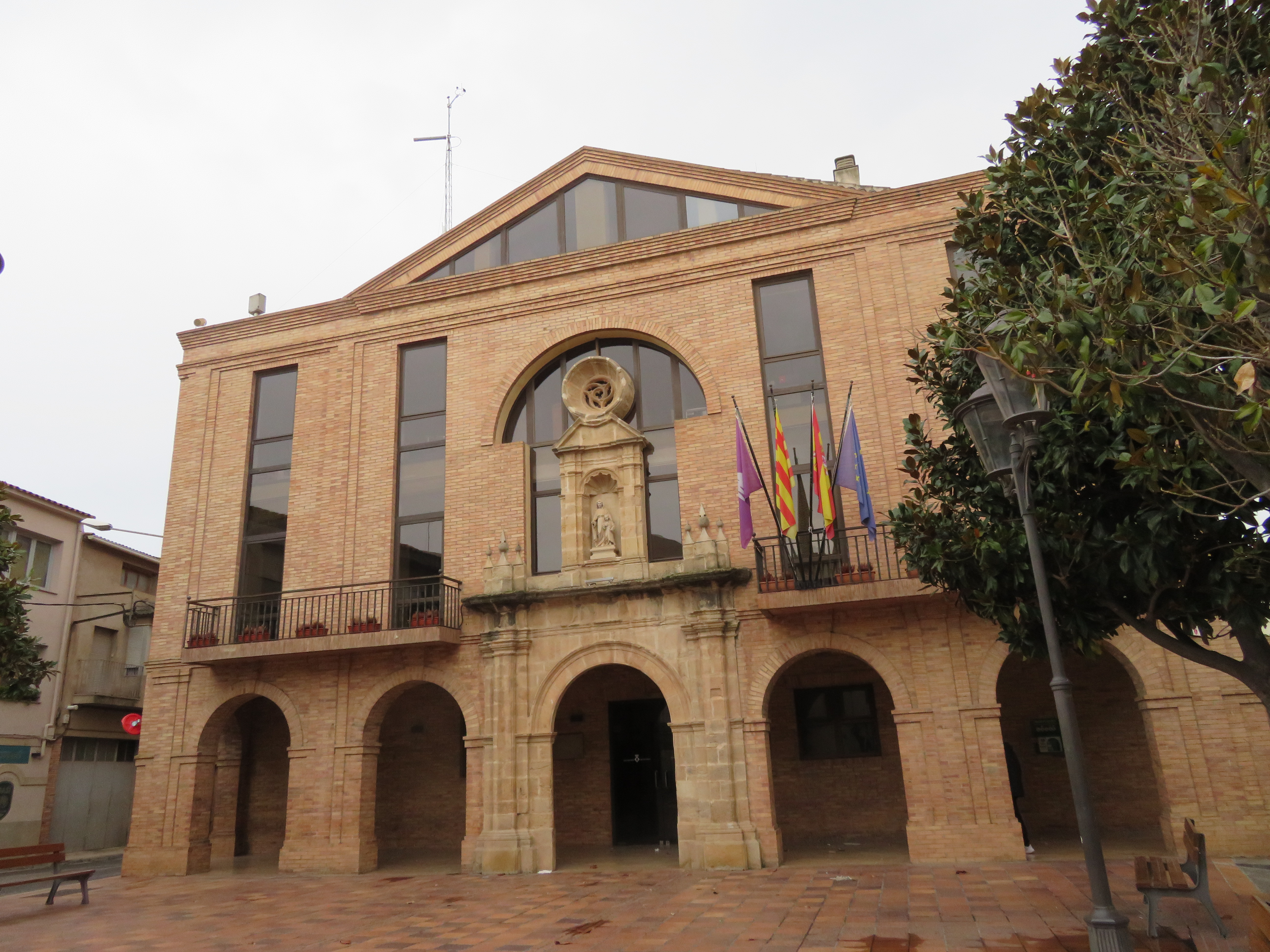
Casa consistorial

Debido a los combates durante la batalla del Ebro, Gandesa es mencionada en la canción Si me quieres escribir, también conocida como El Frente de Gandesa.

## Demografía
Cuenta con una población de 3166 habitantes (INE 2024).
| Gráfica de evolución demográfica de Gandesa entre 1842 y 2021                                                         |
| |
| Población de derecho según los censos de población del INE. Población de hecho según los censos de población del INE. |

| 1900 | 1930 | 1950 | 1970 | 1981 | 1986 | 2006 | 2014 |
| ---- | ---- | ---- | ---- | ---- | ---- | ---- | ---- |
| 3767 | 3250 | 3094 | 2807 | 2831 | 2736 | 3090 | 3091 |

## Economía
Una actividad económica importante del municipio es la producción vinícola. La localidad es la sede del Consejo regulador de la denominación de origen Terra Alta. También se cultivan cereales de secano, almendros y olivos (el aceite de Tierra Alta disfruta del reconocimiento de una denominación de origen protegida).
Cabe destacar que hoy en día ha perdido importancia la actividad agrícola, ganando importancia la industria, principalmente la de manipulación de papel y cartón.

## Monumentos y lugares de interés

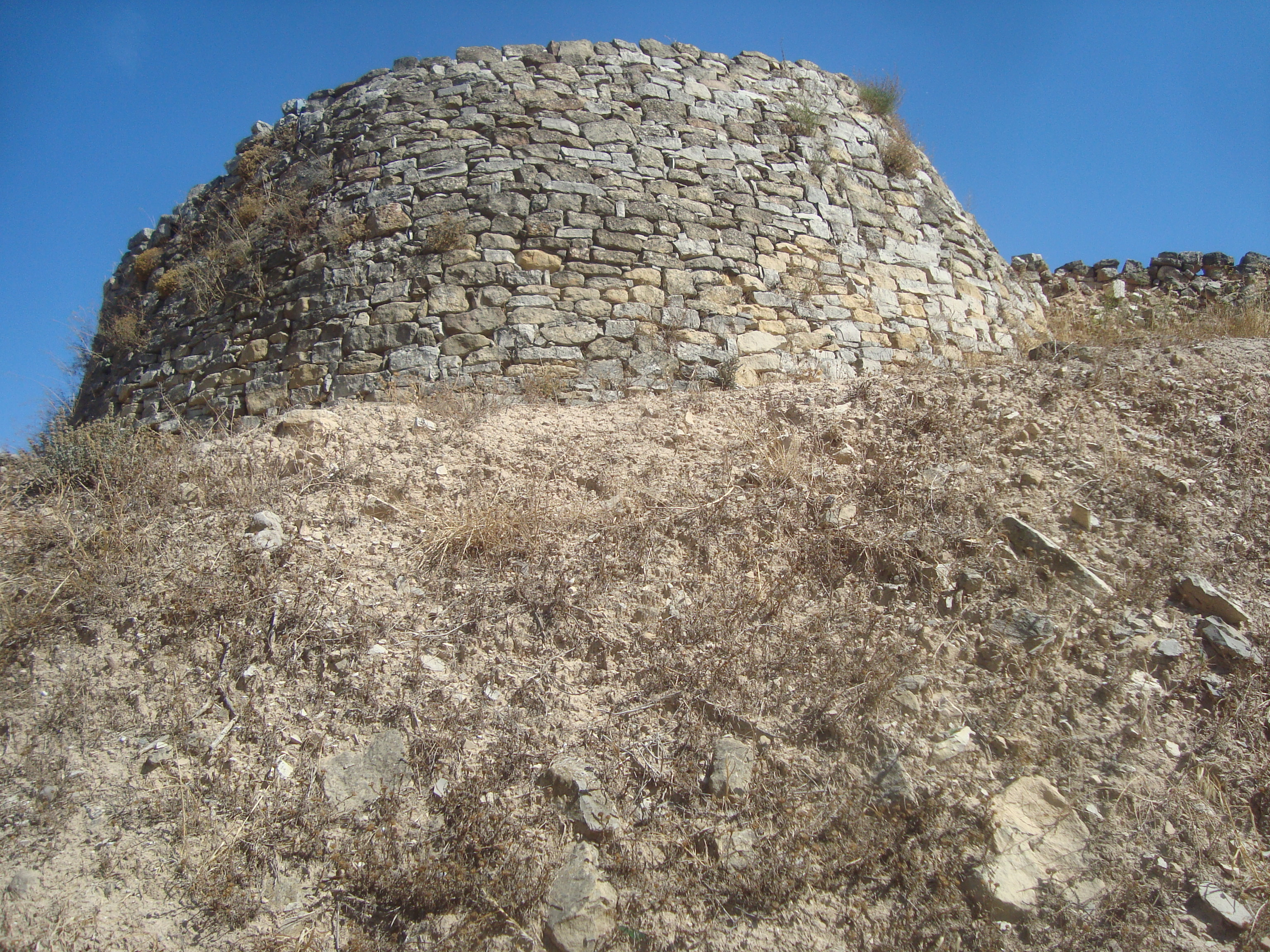
Ruinas del poblado ibérico del Coll del Moro

- Ruinas del poblado ibérico del Coll del MoroYacimiento arqueológico del Coll del Moro. Se trata de un yacimiento de la tribu ibérica de los ilercavones situado en las afueras de la población.[6]
- Iglesia de la Asunción, con elementos románicos, que Joan Compte Hierro construyó.
- Palacio del Castellano, con elementos arquitectónicos de los siglos XIII y XIV.
- Bodega Cooperativa agrícola. De estilo modernista, es una de las mejores obras del arquitecto Cèsar Martinell junto a la cooperativa agrícola de Pinell de Bray y ha sido declarada Bien de Interés Cultural en la categoría de monumento por la Generalidad de Cataluña.

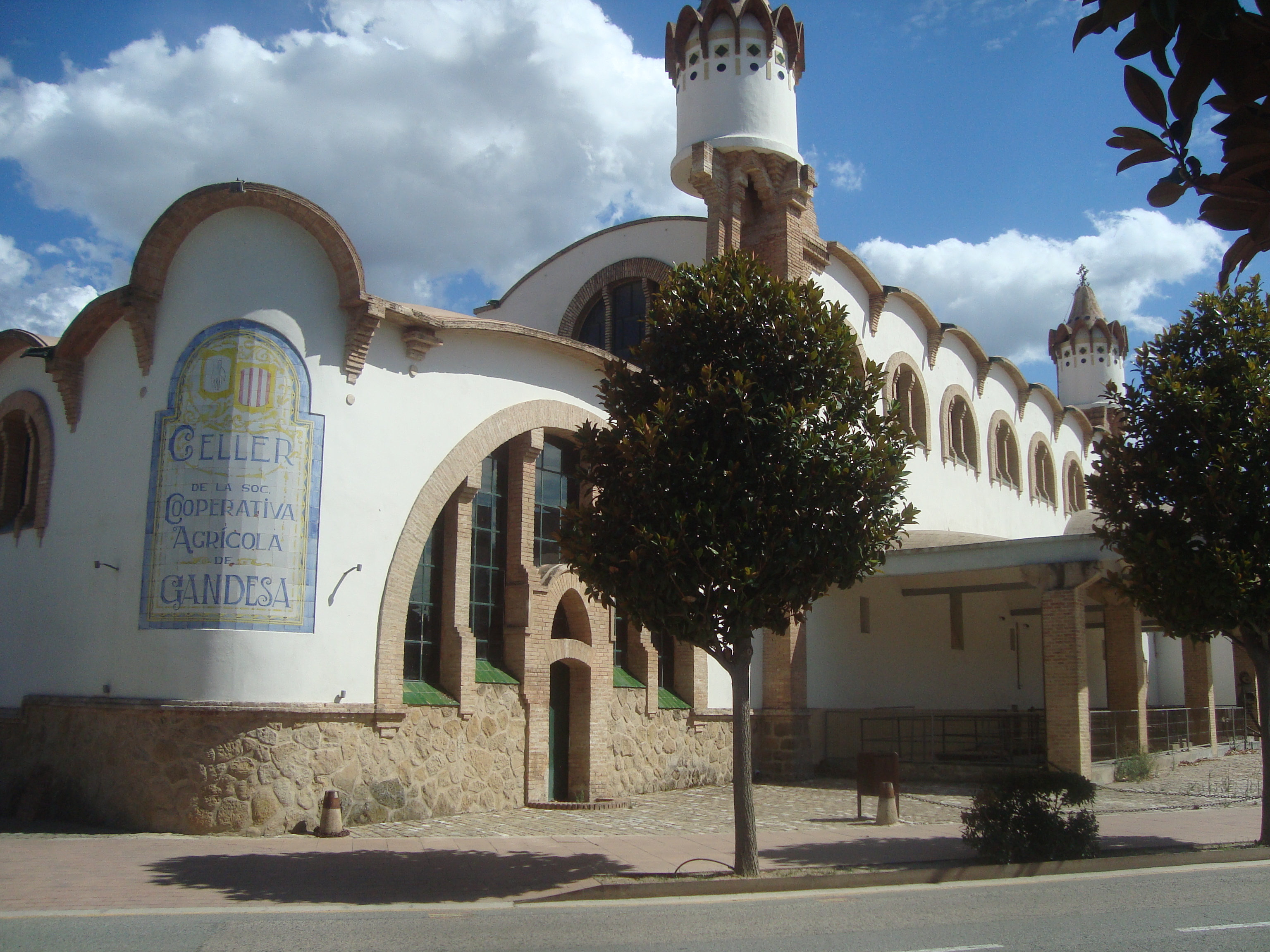
Bodega Cooperativa

- Bodega CooperativaCentro de Estudios de la Batalla del Ebro.
- La Fontcalda, a 13 km del pueblo. Es un paraje natural de gran belleza, a orillas del río Canaletas.
- Sierra de Pàndols. Lugar desde donde se puede disfrutar de una magnífica vista y contemplar el Monumento a la Paz que se construyó para recordar a los combatientes que murieron en estos parajes durante la batalla del Ebro de la Guerra Civil (1936-1939).